# Teresa Swędrowska
Teresa Swędrowska, z domu Kępka (ur. 3 września 1959 we Wrocławiu, zm. 9 listopada 2012 tamże) – polska koszykarka, występująca na pozycjach niskiej ub silnej skrzydłowej, reprezentantka kraju, mistrzyni Polski (1987).

## Życiorys
Była wielokrotną reprezentantką Polski, wystąpiła m.in. na mistrzostwach świata w 1983 (7 miejsce) i mistrzostwach Europy w 1983 (7 miejsce) oraz 1985 (6 miejsce). W 1976 zagrała także na mistrzostwach Europy kadetek, zajmując z drużyną 5 miejsce, a w 1977 została wicemistrzynią Europy juniorek. W seniorskiej reprezentacji Polski rozegrała 120 spotkań, zdobywając 704 punkty.
Przez całą karierę sportową związana z klubem Ślęza Wrocław. W ekstraklasie debiutowała w sezonie 1980/1981. Z wrocławskim klubem sięgnęła po mistrzostwo Polski w 1987 oraz czterokrotnie wicemistrzostwo Polski (1982, 1984, 1985, 1986). W 1989 wyjechała do Francji i grała tam w klubie CJM Bourges Basket, ale powróciła do Ślęzy w sezonie 1994/1995. Łącznie dla swojego klubu zagrała w 276 meczach, zdobywając 5066 punktów.
Po zakończeniu kariery była pracownikiem Akademii Wychowania Fizycznego we Wrocławiu i Uniwersytetu Wrocławskiego oraz komisarzem meczów Polskiej Ligi Koszykówki Kobiet. Startowała także z sukcesami w zawodach weteranów (tzw. maxibasketball), zdobywając m.in. mistrzostwo świata w kategorii +40 lat w 2005, wicemistrzostwo Europy w kategorii + 40 lat w 2006, +45 lat w 2008 i 2010.
Jej mężem był Tomasz Swędrowski.
Spoczywa na Cmentarzu Grabiszyńskim we Wrocławiu.

## Osiągnięcia
Na podstawie, o ile nie zaznaczono inaczej.

### Drużynowe
- Mistrzyni Polski (1987)
- Wicemistrzyni Polski (1982, 1984–1986)
- Zdobywczyni Pucharu Francji (1990, 1991)

### Reprezentacja
Seniorska
- Uczestniczka mistrzostw:
  - świata (1983 – 7. miejsce)
  - Europy (1983 – 7. miejsce, 1985 – 6. miejsce)

Weteranek
- Mistrzyni świata +40 (2005)[8]
- Wicemistrzyni Europy:
  - +40 (2006)
  - +45 (2008, 2010)

Młodzieżowe
- Wicemistrzyni Europy U–18 (1977)
- Uczestniczka mistrzostw Europy U–16 (1976 – 5. miejsce)